# Zhangjiakou
Zhangjiakou is een stad in de gelijknamige prefectuur in de noordoostelijke provincie Hebei in China. De stad ligt ong. 100 kilometer ten noordwesten van Peking. De gehele prefectuur omvat 36.873 km² (iets kleiner dan Nederland) en heeft 4,1miljoen inwoners. De stad zelf heeft 1,3 miljoen inwoners.
De bijnaam van de stadsprefectuur is de Noordelijke poort van Peking, vanwege haar strategische ligging.

## Galerij

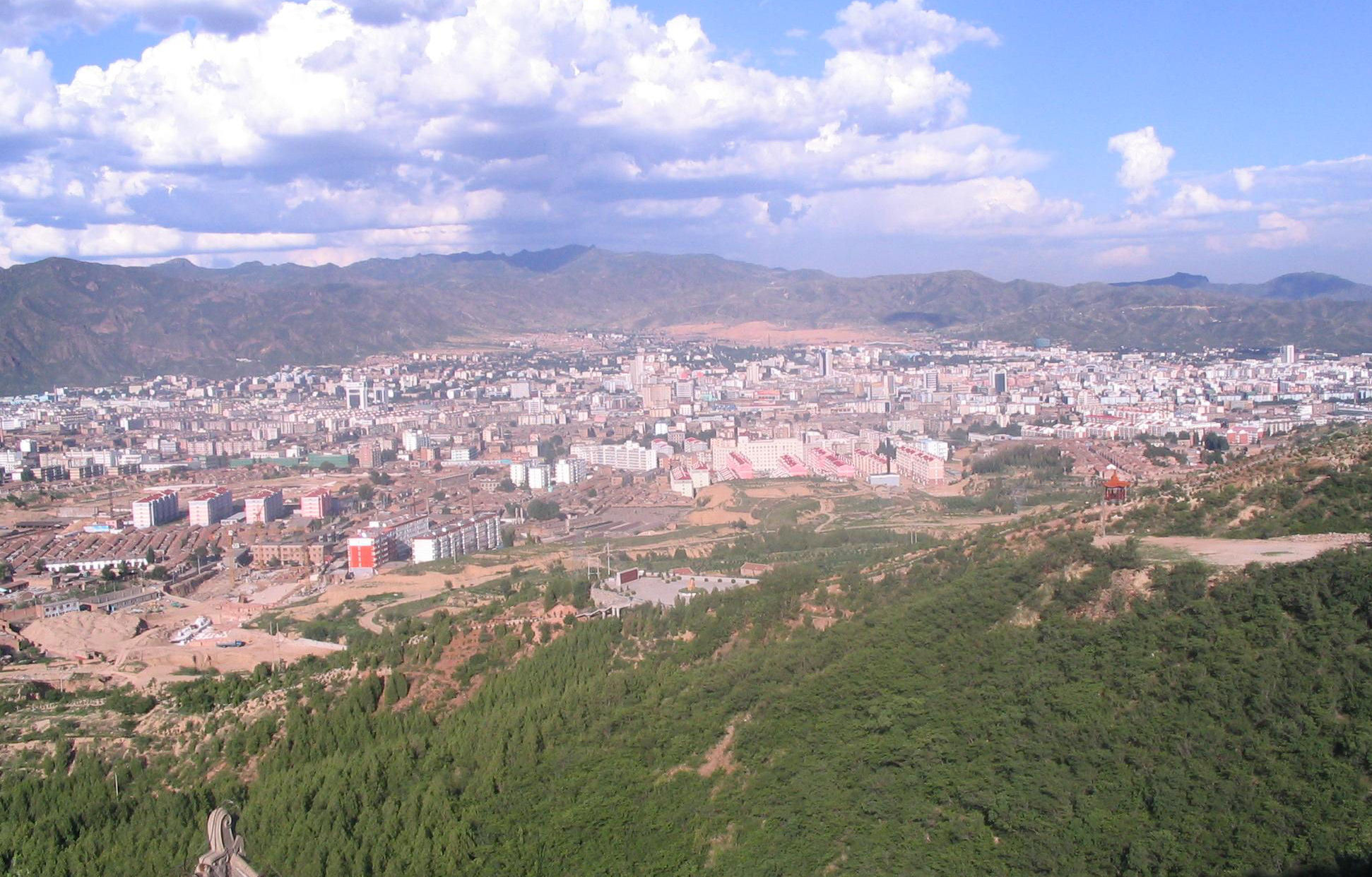
Zicht op Zhangjiakou